# 苅田町
苅田町（かんだまち）は、福岡県北東部の周防灘に面した町。京都郡に属し、臨海部の埋立地に多くの工場が立地する工業地帯を形成している。

## 概要
北九州都市圏に属し、隣接する北九州市、行橋市と日常生活圏を一にする。北九州市の10%通勤圏であるが、北九州市、行橋市などから町内に通勤する人も多く、昼夜人口比は113.3%（2000年）と100を上回っている。北九州工業地帯（地域）の一角である。
日産自動車九州など多くの工場が立地するため財政力が非常に強く、1975年度以降は地方交付税不交付団体（2024年現在では福岡県内唯一、九州でも佐賀県玄海町と苅田町のみ）となっている。
自動車・セメント・電力等を中心とした臨海工業都市として発達しており、人口規模に比較して工業の集積が厚い。1人あたり製造品出荷額は全国第3位（2003年度）。東九州自動車道苅田北九州空港インターチェンジ、国際貿易港苅田港、北九州空港と、全国的にも類を見ない陸海空の複合的な物流インフラが整備された町である。近年は自動車産業の集積が著しく、1975年に日産自動車九州工場（現・日産自動車九州）、2005年にはトヨタ自動車九州苅田工場が操業を開始しており、宮若市および大分県中津市と並び北部九州の自動車産業を担う地域として発展している。

## 地理
町の中心からやや東側の地域を東九州の大動脈たるJR日豊本線と国道10号が南北に貫き、その周囲に中心市街地が広がっている。東は周防灘に面して、苅田港、北九州空港と広大な臨海工業地帯が広がっている。西はカルスト台地で知られる平尾台に連なり、鍾乳洞の青龍窟や貴重な草花が咲く広谷湿原などの貴重な自然が残っており、その地下は、石灰石、硅石、花崗岩などの資源に恵まれている。行橋市と隣接する南西部は緑豊かな田園地帯である。
また、邪馬台国伝説にまつわる三角縁獣鏡を出土した石塚山古墳をはじめ、貴重な古墳や遺跡が点在している。

### 地形
- 周防灘（瀬戸内海）
- 京都峠
- 平尾台

### 隣接している自治体・行政区
- 北九州市（小倉南区・門司区）
- 行橋市

### 主要都市までの距離
- 北九州市 20km
- 行橋市 7km
- 田川市 25km
- 豊前市 28km
- 中津市 35km

## 歴史
略年表については、町のあゆみ を参照のこと。

### 行政区域の変遷
- 1889年4月1日 - 町村制度発足により、京都郡苅田村・小波瀬村・白川村が発足。
- 1924年8月1日 - 苅田村が町制施行。苅田町となる。
- 1955年1月1日 - 苅田町・小波瀬村・白川村が対等合併し、新町制による苅田町が発足。

### 市町村合併
2003年に発足した京築1市5町合併協議会をはじめ、周辺自治体との合併協議には参加していない。

### 歴代町長
| 氏名     | 就任年月日     | 退任年月日     | 回数  |
| -------- | -------------- | -------------- | ----- |
| 中山俊彦 |                | 1977年         |       |
| 尾形智矩 | 1977年         | 1986年         | 3期   |
| 沖勝治   | 1986年         | 1998年         | 3期   |
| 伊塚工   | 1998年7月20日  | 2005年10月5日  | 2期   |
| 吉廣啓子 | 2005年11月13日 | 2017年11月12日 | 3期   |
| 遠田孝一 | 2017年11月13日 |                | 2期目 |

## 行政

### 町長
- 遠田孝一（2期目）
- 任期：2025年11月12日

### 町議会
- 定数：16人
- 任期：2027年10月14日
- 定例会は3・6・9・12月の年4回行われる。

### 公共施設
児童・高齢者・障害者福祉施設
- パンジープラザ（苅田町総合保健福祉センター）
- 　総合福祉会館

文化・社会教育施設
- 苅田町立図書館
1992年に日本図書館協会建築賞、1993年に福岡県建築住宅文化賞大賞と公共建築賞を受賞。
- 三原文化会館
- 歴史資料館
- 中央公民館
- 北公民館
- 小波瀬コミュニティセンター
- 西部公民館

スポーツ施設
- 総合体育館
- 臨海総合グラウンド
- 向山公園内施設
- 大熊公園内施設
- 町民プール

### 消防
- 苅田町消防本部

### 警察
- 福岡県警察行橋警察署
  - 苅田交番
  - 白川駐在所

### 県の施設
- 県土整備部苅田港務所
- 企業局苅田事務所

### 国の施設
- 門司税関苅田出張所
- 九州地方整備局苅田港湾事務所
- 海上保安庁苅田海上保安署
- 海上保安庁北九州航空基地

### 財政力
地方交付税の減少などで財政難に喘ぐ自治体が多い中、苅田町は余力のある自治体運営を行っている。2024年度も不交付団体となっている。

### ごみ処理
平成9年1月に町が三菱マテリアルなどと共同出資して第三セクター苅田エコプラント株式会社 を設立。生ごみなどの一般廃棄物から固形燃料（RDF）を製造し、三菱マテリアル（現在のUBE三菱セメント）のセメント工場で石炭の補助燃料として利用することでサーマルリサイクルしている。ごみ袋は無料。

### 県議会
- 福岡県議会京都郡選挙区（定数：1人）

### 国会
- 衆議院議員総選挙の小選挙区は福岡県第11区。

## 地域

### 人口
| |                                        |  |
| 苅田町と全国の年齢別人口分布（2005年） | 苅田町の年齢・男女別人口分布（2005年） |  |
| ■紫色 ― 苅田町 ■緑色 ― 日本全国 | ■青色 ― 男性 ■赤色 ― 女性              |  |
| 苅田町（に相当する地域）の人口の推移 \| 1970年（昭和45年） \| 26,058人 \| \| \| 1975年（昭和50年） \| 27,771人 \| \| \| 1980年（昭和55年） \| 31,155人 \| \| \| 1985年（昭和60年） \| 32,341人 \| \| \| 1990年（平成2年） \| 33,732人 \| \| \| 1995年（平成7年） \| 35,072人 \| \| \| 2000年（平成12年） \| 35,604人 \| \| \| 2005年（平成17年） \| 34,387人 \| \| \| 2010年（平成22年） \| 36,005人 \| \| \| 2015年（平成27年） \| 34,963人 \| \| \| 2020年（令和2年） \| 37,684人 \| \| |                                        |  |
| 総務省統計局 国勢調査より |                                        |  |
| 1970年（昭和45年） | 26,058人                               |  |
| 1975年（昭和50年） | 27,771人                               |  |
| 1980年（昭和55年） | 31,155人                               |  |
| 1985年（昭和60年） | 32,341人                               |  |
| 1990年（平成2年） | 33,732人                               |  |
| 1995年（平成7年） | 35,072人                               |  |
| 2000年（平成12年） | 35,604人                               |  |
| 2005年（平成17年） | 34,387人                               |  |
| 2010年（平成22年） | 36,005人                               |  |
| 2015年（平成27年） | 34,963人                               |  |
| 2020年（令和2年） | 37,684人                               |  |

### 地名
旧苅田村
- 集
- 雨窪
- 尾倉
- 苅田
- 浜町
- 馬場
- 提
- 松山
- 光国
- 南原
- 磯浜町1丁目～2丁目(1960年、馬場・浜町より発足)
- 京町1丁目～2丁目(1960年、神田・提・光国・馬場・浜町より発足)
- 幸町(1960年、苅田より発足)
- 神田町1丁目～3丁目(1960年、南原・提・神田・光国より発足)
- 殿川町(1960年、南原より発足)
- 富久町1丁目～2丁目(1960年、南原・集・馬場・浜町・尾倉より発足)
- 松原町(1960年、苅田・松山・雨窪・提より発足)
- 若久町1丁目～3丁目(1960年、苅田・雨窪・提より発足)
- 尾倉1丁目～4丁目(1998年、尾倉・与原より発足)
- 近衛ケ丘(1998年、尾倉より発足)

旧小波瀬村
- 新津
- 岡崎
- 上片島
- 下新津
- 下片島
- 二崎
- 与原
- 桜ケ丘(尾倉・新津より発足)
- 新津1丁目～4丁目(1998年、新津・下新津・与原より発足)
- 小波瀬1丁目～2丁目(1998年、新津・下新津・与原より発足)
- 与原1丁目～3丁目(1998年、新津・下新津・与原より発足)

旧白川村
- 稲光
- 葛川
- 黒添
- 鋤崎
- 谷
- 法正寺
- 山口

埋立地
- 長浜町(1959年発足)
- 鳥越町(1972年発足)
- 新浜町(1973年発足)
- 港町(発足年不詳)
- 空港南町(2002年、北九州空港用地に発足)
- 新松山1丁目・2丁目・4丁目(1丁目・4丁目は2021年、2丁目は2022年発足)

## 教育・保育
苅田町では、小中学校教育において「未来を拓く子どもを育てる教育の町 苅田」のスローガンを掲げ、独自の教育政策を展開している。
町内の小中学校では少人数学級制を採用し、30人規模学級を段階的に実施している。また、小学校教育では教科担任制を導入し、国語、算数、道徳、総合は学級担任、その他の教科はそれぞれ専任の教諭が担当する体制を構築しているほか、小学校1学年より原則として各学級週1時間（年間35時間程度）の英語活動を実施している。

### 大学
- 西日本工業大学

### 専門学校
- 北九州保育福祉専門学校
- 北九州リハビリテーション学院

### 高等学校
- 福岡県立苅田工業高等学校

なお、苅田町から通学可能かつ普通科を有する県立高等学校として、下記の3校がある。
- 福岡県立京都高等学校
- 福岡県立育徳館高等学校
- 福岡県立築上西高等学校

学区内には、その他3校の普通科県立高校があったが、2002年に統廃合され、総合学科高校として福岡県立青豊高等学校が設置された。

### 中学校
町立
- 苅田中学校
- 新津中学校

### 小学校
町立
- 苅田小学校
- 南原小学校
- 与原小学校

- 馬場小学校
- 白川小学校
- 片島小学校

### 幼稚園
私立
- 苅田みどり幼稚園
- 附属苅田幼稚園
- 苅田第一幼稚園
- すみれ幼稚園(閉園)
- 尾倉すみれ幼稚園

### 保育園
私立
- 善立寺保育園
- 青い鳥保育園
- 若久青い鳥保育園
- 与原保育園
- 白川保育園
- 第一ひまわり保育園
- 第二ひまわり保育園

## 経済・産業

### 工業
豊富な石灰石資源を有する日本有数のカルスト台地平尾台を後背地とし、海上輸送の便にも恵まれたことから、大正中期の1918年に豊国セメント（現在のUBE三菱セメント）の九州工場が新設され、セメント産業が興った。1964年に麻生セメント、宇部セメントの工場が立地したことで、セメント産業が集積する地区となった。1956年には九州電力、1973年には日立金属（現・プロテリアル）が進出した。
1975年に日産自動車が進出、九州工場が操業を開始し、多くの自動車関連企業が立地したことで「自動車の町」、または「企業城下町」として認知されることになる。2005年には、トヨタ自動車九州のエンジン工場（苅田工場）が進出した。
2008年夏には苅田町と北九州市小倉南区に跨る臨空産業団地内にトヨタ自動車九州小倉工場が操業を開始し、2009年には日産自動車九州工場敷地内に日産車体九州が建設された。
製造品出荷額は、約1兆1720億円（平成17年工業統計調査）
苅田町に工場を置く主要企業
- 麻生セメント 苅田工場
- 九州電力 苅田火力発電所
- 九州テクノメタル（旧・日立金属九州工場）
- トヨタ自動車九州 苅田工場
- 日産自動車九州
- 日産車体九州
- UBE三菱セメント 九州工場

苅田町内の工業団地
- 苅田臨海1号地 1,434千m2（完売）
- 苅田臨海2号地 1,120千m2（完売）
- 小波瀬工業団地 1,827千m2（完売）
- 松山工業団地 816千m2（一部分譲中）
- 苅田臨空産業団地 216千m2（ほぼ完売）
- 白石工業団地 137千m2（造成中、一部分譲中）
- 新松山工業団地 （埋め立て整備中）

### 物流
- 佐川急便北九州中継センター
九州発着荷物の集約拠点であるハブセンター

### 商業
郊外型商業の集積地である小倉南区と行橋市に挟まれている。町内には国道10号を中心としたロードサイド店舗が発展している。
- ルミエール苅田店(本店)
- サンリブエル苅田
- ナフコ苅田店
- オートウェイ（本社所在）
- トライアル苅田店

### 金融機関
町内に支店を置く主な金融機関
- 福岡銀行
- 西日本シティ銀行
- 北九州銀行
- 九州労働金庫
- 福岡ひびき信用金庫

### 特産品
- 豊前海一粒かき
- 松会漬け、松会みそ

## 交通

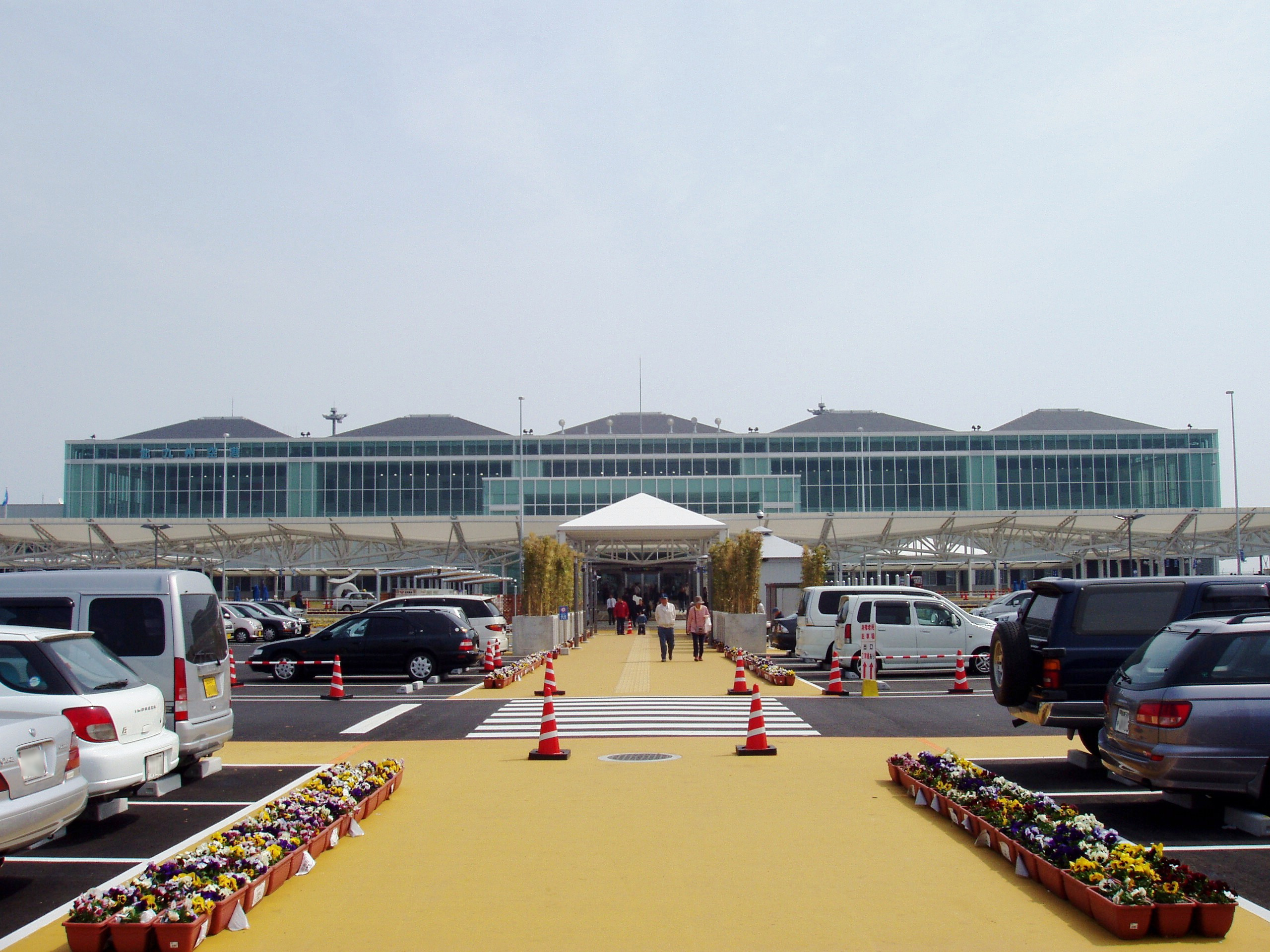
北九州空港

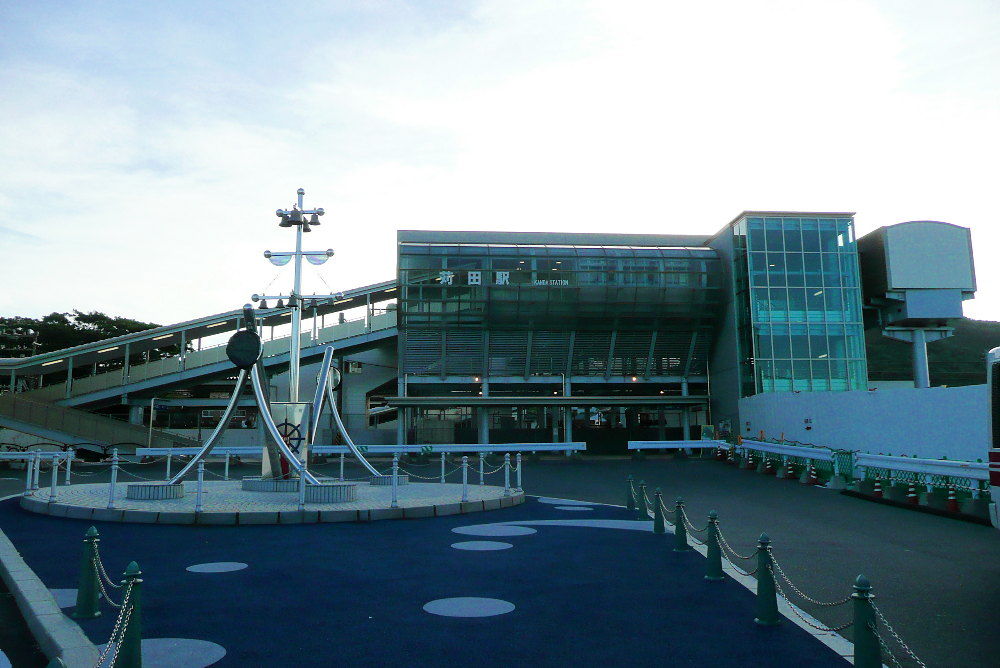
苅田駅

### 空港
- 北九州空港

### 鉄道
- 九州旅客鉄道（JR九州）
  - 日豊本線 : 苅田駅 - 小波瀬西工大前駅

### 道路
- 高速道路
  - E10 東九州自動車道 : (1) 苅田北九州空港インターチェンジ
- 一般国道
  - 国道10号
  - 国道201号
- 主要地方道
  - 福岡県道25号門司行橋線
  - 福岡県道39号苅田港線
  - 福岡県道64号苅田採銅所線

### バス
- 西鉄バス（西鉄バス北九州） - 町の中心部を通る国道10号線・国道201号線上にバス路線を持つ。北九州市小倉南区南東部と行橋市を結ぶ一般路線バス19番系統と、福岡市と行橋市を結ぶ高速バスが町内を経由する。高速バスは苅田町内では高速道路上を通らず19番に類似した一般道路経由のルートで町内のみの利用も可能だが、19番よりも停車地が少なく、苅田駅には乗り入れない。
  - 高速：天神高速BT - 中洲 - 蔵本 - 若宮IC - 直方PA - 津田 - 西苅田 - 南原 - 小波瀬 - 行橋駅東口 - 行橋営業所
  - 19：九州労災病院 - 下曽根 - 朽網 - 西苅田 - 苅田駅 - 南原 - 小波瀬 - 行橋駅東口 - 行橋営業所
- 太陽交通 - 行橋市と町南東部の小波瀬地区を結ぶ行事線、行橋市と町南西部の白川地区を結ぶ白川線を運行する。行事線は土日祝日運休、白川線は土曜日は1往復のみ運行で日祝日は運休。
  - 行橋駅東口 - 行事 - 小波瀬病院
  - 行橋駅東口 - 片島 - 白川農協 - 苅田病院 - 谷
- 苅田町コミュニティバス「ゆめシャトル」 - 町の中心部にある苅田駅・町役場・苅田町総合保健福祉センター「パンジープラザ」と町内各地の間を運行する。太陽交通に運行を委託している。

### 港湾
- 苅田港
1939年に筑豊地区で産出される石炭の積出港として港の建設工事が始まり、1944年に開港した。1951年1月重要港湾の指定を受け、同年7月には準特定重要港湾に指定された。1968年には貿易港に指定（開港）され、1969年に木材輸入特定港、1974年に植物防疫法輸入指定港、1986年に無線検疫港に指定されている。かつては、旅客船さんふらわあなどが発着する旅客港でもあった。

廃止航路
- 大洋フェリー
苅田港 - 大阪南港（1973年4月就航、1984年11月撤退）
- 西日本フェリー
苅田港 - 神戸深紅港（1973年4月就航、1975年撤退）

## 名所・旧跡、観光スポット、祭事・催事

### 文化財
- 平尾台
- 青龍窟（国の天然記念物）

北九州から続く平尾台のカルスト台地。石灰岩の岩脈には、いくつもの奇岩が散在するが、苅田の青龍窟は伝説と発見に満ちている。石灰岩を削ってできた洞窟は3層に分かれ、全長は約3km。地下河川には清流が流れ、内部の天井の最も高いところは27mある。青龍窟には土蜘蛛の伝説が日本書紀に記載されている。それによれば、村人を苦しめる土蜘蛛がこの洞窟を住処にしており、この地を訪れた景行天皇が、見事妖怪を退治したという。また昭和51年にナウマンゾウの頭部の化石が、翌52年には東洋象のステゴドンの化石が相次いで発見され、累積して1千点以上の動物の化石が見つかっている。神秘に満ちた霊場の洞窟は、古代動物の生態を知るための宝庫でもあった。
- 広谷湿原（町指定天然記念物）

福岡県唯一の湿原。モウセンゴケ、サギソウなど湿原特有の貴重な植物が自生しており、中には絶滅危惧種も含まれている。
- 石塚山古墳（国の史跡）

邪馬台国伝説にまつわる三角縁神獣鏡を出土。
- 御所山古墳（国の史跡）
- 松山城 (豊前国)　町指定史跡

### 百選
- 農村景観百選（等覚寺の棚田 農林水産省選定）
- 福岡県自然百選（内尾のアラカシ林 福岡県選定）

### 観光スポット
- 日産自動車九州（工場見学）
車体、塗装、組立の各工程を専用通路から見学。専用埠頭や完成車置き場の様子も通路上から見学可能。無料。
- 日立金属鋳物記念館
日産自動車の創業者鮎川義介の遺品、史料等の展示。
- 白石海岸（苅田町に残された唯一の浜。海水浴場、潮干狩り）
- 高城山（標高419m ハイキング）
- 松山城址（ハイキング）
- 相円寺（木造薬師如来坐像）

「内尾の薬師」と呼ばれる天台宗宝蔵院相円寺は、九州四十九院薬師霊場である。急な階段を登りつめると高さ15mはある岩窟があり、そこの小堂に寺の本尊として木造薬師如来坐像が安置されている。総高275cmのクス材の寄木造で、光背はない。製作期は平安末期とも考えられる。以前より内尾山の岩窟にあったかは不明だが、1690（元禄3）年、小倉藩主小笠原氏によって大規模な修理がなされ、現在の位置に安置されたという。面長で大きな目鼻は迫力があるが、表情は柔らかく慈愛に満ちている。毎年7月23日には薬師の大祭があり、薬師如来の前で法要がおこなわれる。

### 伝統行事・祭り
- 白庭神社福焼き 2月12日
- 等覚寺の松会 4月第3日曜日（国の重要無形民俗文化財）
- かんだ港まつり 5月第3土曜日
- 町民盆踊り大会 8月28日
- 苅田山笠（宇原神社神幸祭） 10月第1日曜日（福岡県指定無形民俗文化財）

## スポーツ
- 日産自動車九州硬式野球部 - 日産自動車九州が保有する社会人野球チーム。2010年から2023年にかけて休部していたが、2024年より以下の「苅田ビクトリーズ」を引き継ぐ形で再始動。
  - 苅田ビクトリーズ - 日産自動車九州硬式野球部が休部中に活動していた社会人野球のクラブチーム。

## 著名な出身者
- 石田比呂志（歌人）
- 大久保嘉人（サッカー選手）
- 潮田玲子（バドミントン選手、町立新津中学校出身）
- 星野秀樹(映画プロデューサー)
- 木下直哉（実業家、映画プロデューサー）
- 竹井奈美（競艇選手）[2]